# Oahu-Langbeineule
Die Oahu-Langbeineule (Grallistrix orion) ist eine ausgestorbene Eulenart, die auf der hawaiischen Insel Oʻahu beheimatet war. Sie war im Vergleich mit den meisten rezenten Eulenarten eher klein, verfügte über relativ kurze Flügel und lange Beine und war wahrscheinlich tagaktiv. Ihre Eier legte sie wie andere Grallistrix-Arten vermutlich in Bodennester, ihre Nahrung bestand aus Singvögeln, die sie in den dichten Regenwäldern Oahus erbeutete.
Im Zuge der Besiedlung Hawaiis durch die Polynesier starb die Oahu-Langbeineule aus, wohl weil ihre Gelege leichte Beute für die eingeschleppten Ratten und Schweine darstellten. Überreste der Eule wurden erstmals 1982 entdeckt, 1991 wurde sie als Art beschrieben.

## Körperbau
Die Oahu-Langbeineule unterschied sich im Körperbau stark von den heute noch lebenden Eulenarten. Dies zeigt sich vor allem in ihren vergleichsweise kurzen Flügeln, den stark verlängerten Beinen und den außergewöhnlich kräftigen Zehen. Diese Anatomie erlaubte keinen schnellen Flug über lange Strecken, ermöglichte der Oahu-Langbeineule jedoch äußerst wendige Flugmanöver und die Jagd auf flugfähige Vögel. Ergänzt wurde dies durch die Anatomie des Schädels, der länglich gebaut war und bei dem die Augenhöhlen stärker seitlich ausgerichtet waren. Damit glich die Oahu-Langbeineule Sperbern, aber auch anderen auf waldreichen Inseln endemischen Arten wie den Maskarenen-Eulen (Mascarenotus) oder der Waldweihe (Circus dossenus). Von den Arten der Gattung Grallistrix ist die Oahu-Langbeineule die zweitkleinste, lediglich die Langbeineule (G. erdmani) war noch zierlicher gebaut. Ausgewachsene Vögel erreichten nicht ganz die Größe eines Waldkauzes (Strix aluco).

## Ökologie und Verbreitung

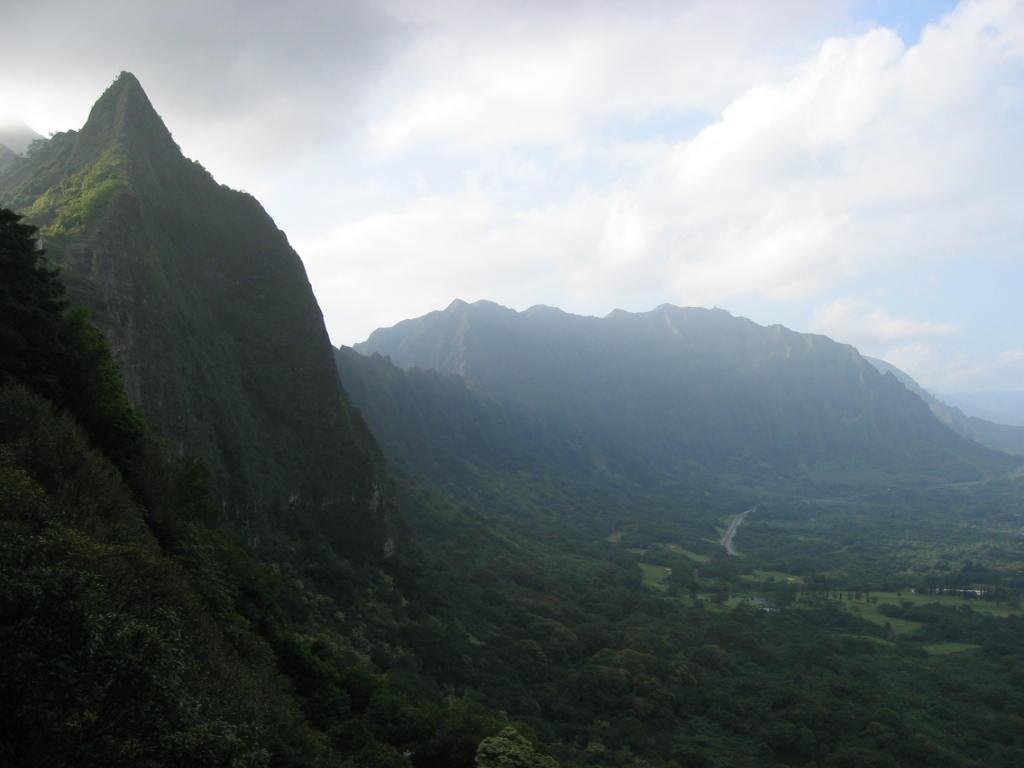
Die Regenwälder O’ahus bildeten den Lebensraum der Eule

Die Morphologie der Oahu-Langbeineule stellte wie bei allen Arten der Gattung möglicherweise eine Anpassung an ihre Lebensweise und ihre Beute dar. Auf dem Hawaii-Archipel gab es vor der Ankunft der Polynesier keine Säugetiere. Eine reichhaltige Nahrungsquelle stellten jedoch wahrscheinlich die zahlreichen Kleidervogel-Arten dar, die tagaktiv und flugfähig waren und zudem in dichten Regenwäldern lebten. Der Körperbau aller vier Grallistrix-Arten zeigt ähnliche Merkmale wie etwa der von Sperbern (Accipiter nisus) und ähnlichen, Singvögel jagenden Greifvögeln.
Weil sie keine Nesträuber zu befürchten hatte, war die Oahu-Langbeineule vermutlich Bodenbrüter, was Schalenfunde in Sanddünen nahelegen. Nach heutiger Erkenntnis war die Art lediglich auf Oʻahu verbreitet.

## Systematik und Forschungsgeschichte
Subfossilien der Oahu-Langbeineule wurden erstmals 1982 von Storrs Lovejoy Olson und Helen Frances James entdeckt und dienten als Basis für die Beschreibung als Art. Die Terra typica ist Barbers Point im Süden der Insel. Der Gattungsname Grallistrix bedeutet „Stelzeneule“, das Artepitheton orion verweist auf den mythologischen Jäger Orion und spielt auf das Jagdgeschick der wendigen Eule an.
Zur Systematik der Gattung liegt bislang keine DNA-Analyse vor. Gegen eine nähere Verwandtschaft der beiden kleinen Arten G. orion und G. erdmani spricht jedoch die räumliche Trennung ihrer Verbreitungsgebiete durch das der Molokai-Langbeineule (G. geleches).